# Monte Ayanganna
Il monte Ayanganna (2.042 m) è il monte più alto della Guyana e si trova interamente nel suo territorio.
Dal monte nasce il fiume Potaru.
Dall'indipendenza della Guyana dal Regno Unito il 23 febbraio 1970, nell'avviversario dell'indipendenza la Forza di Difesa della Guyana (GDF) porta in vetta e fa sventolare la bandiera della Guyana.